# Andenhorn
Das Andenhorn ist eine alte Sorte der Tomate (Solanum lycopersicum L.) aus Ecuador und Peru.
Die Frucht wird zu den Flaschentomaten gezählt, besitzt die Form einer recht spitzen Paprikafrucht und wird etwa 10–14 cm lang; die Schale ist sehr dünn. Das Fleisch ist weich, mild aromatisch, wenig saftig und samenarm. Die Tomatensorte ist ertragreich und relativ gut haltbar.
Die Tomatensorte kann im Gewächshaus wie auch im geschützten Freien gezogen werden.

## Merkmale
| Fruchtform:         | Flaschenförmig                          |
| Farbe:              | rot                                     |
| Fruchtgröße:        | ca. 100–200 gr.                         |
| Fruchtreife:        | spät                                    |
| Geschmack:          | mild aromatisch                         |
| Schale:             | eher weich                              |
| Fleischigkeit:      | weich                                   |
| Ertrag:             | hoch, aber spät                         |
| Verwendung:         | Verarbeitung                            |
| Resistenz:          | -                                       |
| Temperaturtoleranz: | eher für warmes Klima. Kälteempfindlich |
| Wuchshöhe:          | 1,20 bis 2,50 Meter Höhe                |
| Blätterform:        | kartoffelblättrig                       |